# Dimitris Horn
Dimitris Horn (griechisch Δημήτρης Χορν, * 9. März 1921 in Athen; † 16. Januar 1998 ebenda) war ein griechischer Schauspieler und Regisseur.

## Leben
Dimitris Horn wurde als Sohn des Dramaturgen Pantelis Horn geboren. Er studierte an der Schule des Nationaltheaters in Athen und hatte sein Bühnendebüt 1941. Nach dem Ende der Besatzungszeit gründete er mit Vaso Manolidou und Mary Aroni ein Ensemble. 
Die sechs Jahre ältere Edith Piaf war in Horn verliebt, die Liebe blieb jedoch unerfüllt. Sie schrieb in einem Brief vom 20. September 1946 an ihn: 
„Ich liebe dich, wie ich noch nie geliebt habe, Taki, lass mein Herz nicht sterben! […] Ich würde gerne ganz nah bei Dir leben, es scheint mir, dass ich Dich glücklich machen könnte.“
Horn heiratete später die Künstlerin und Reederei-Erbin Anna Goulandris (1921–1988). 
Nach dem Ende der Junta war Horn übergangsweise von 1974 bis 1975 Direktor des staatlichen Rundfunks ERT.
Anfangs wurde Horn durch Klassiker am Theater bekannt, später bei avantgardistischen Filmen. Obwohl er nur in zehn Filmen mitspielte, gelten diese als Meilensteine des griechischen Films, darunter The Counterfeit Coin (1954), The Girl in Black (1956) und We Have Only One Life (1958).

## Dimitris-Horn-Preis
In Erinnerung an Dimitris Horn wird seit 2000 jährlich der Dimitris-Horn-Preis an einen jungen Theaterschauspieler verliehen, der bis zu fünf Jahre vorher eine Schauspielschule absolviert hat. Der Preis besteht aus einem goldenen Kreuz, das jeder Preisträger am Anfang des Folgejahres an den nächsten weitergibt. Der Preis wurde von dem Regisseur, Schauspieler und Schriftsteller Stamatis Fasoulis aufgelegt.

## Filmografie
- 1943: I Foni tis kardias
- 1944: Hirokrotimata
- 1950: Methistakas
- 1954: Kyriakatiko xypnima
- 1955: Kalpiki lira
- 1956: Das Mädchen in Schwarz (To koritsi me ta mavra)
- 1958: Mia zoi tin echoume
- 1960: Mia tou klefti
- 1961: Alimono stous neous
- 1962: I Athina tin nychta